# Rhagonycha hokkaidoensis
Rhagonycha hokkaidoensis là một loài bọ cánh cứng trong họ Cantharidae. Loài này được Kazantzev & Takahashi miêu tả khoa học năm 2001.